# 梅本章夫
梅本 章夫（うめもと ふみお、1934年（昭和9年）12月13日 - ）は、日本の銀行家。
東京銀行元副頭取、アメリカン・エキスプレス・インターナショナル日本支社長。お笑いタレントの渡部建は甥。

## 人物
南満洲鉄道に勤めていた梅本正倫・とねの長男として満洲国に生まれる。1953年（昭和28年）福岡県立修猷館高等学校を卒業後、東京大学教養学部に入学。1957年（昭和32年）卒業後、東京銀行（現：三菱UFJ銀行）に入行。
1985年（昭和60年）取締役・香港支店長、1987年（昭和62年）常務、1990年（平成2年）専務、1993年（平成5年）副頭取、1994年（平成6年）常任顧問を歴任。
1994年（平成6年）12月、アメリカン・エキスプレス・インターナショナル日本支社長に就任。